# Idiocerus capnus
Idiocerus capnus är en insektsart som beskrevs av Freytag 1975. Idiocerus capnus ingår i släktet Idiocerus och familjen dvärgstritar. Inga underarter finns listade i Catalogue of Life.